# Aldo Giannotti
Aldo Giannotti (Lucca, 15 novembre 1921 – ...) è stato un calciatore italiano, di ruolo centrocampista.

## Carriera
Giocò in Serie A con la Lucchese.